# Equidad Seguros
Equidad Seguros, conocida anteriormente como Seguros La Equidad es una empresa colombiana, administradora de seguros y riesgos profesionales. Su sede principal, así como su mercado, se ubican principalmente en Bogotá.
Equidad Seguros tiene cerca de 1,8 millones de clientes en su portafolio, entre personas naturales y compañías

## Historia
La empresa pertenece al sector cooperativo de Colombia, siendo constituida en la Asamblea de Ascoop (Asociación Colombiana de Cooperativas), en el año 1970. En 10 años llegó a tener 500 afiliados, ofreciendo servicios de seguros. En 1991 llegó a ser la empresa con más número de asegurados en pólizas de vida, superando por el doble a la Caja Agraria.
Posterior a la aprobación de la Ley 100 de 1993, la empresa se divide en "La Equidad Seguros Generales" y "La Equidad Seguros de Vida", constitución con la cual permanece en la actualidad. En septiembre de 2003, la empresa obtiene el certificado de calidad ISO 9001:2000 por parte de ICONTEC por la adecuada prestación de servicios. En el año 2006 La Asociación Americana de Cooperativas y Mutualidades de Seguros otorgó a La Equidad Seguros el premio a la Responsabilidad Social Corporativa.
En 2011 La Equidad Seguros recibe el galardón máximo de los Global Awards For Cooperative Excellence en la categoría de grandes cooperativas-otorgado por DOTCOOP y al siguiente año recibe el sello 100% Cooperativa, este mismo año a La Equidad Seguros, le fue otorgado el certificado de Gestión de la Seguridad de la Información ISO 27001:2005 para Vida y Generales.
En el año 2014 Por primera vez la Aseguradora aparece en un ranking,  ocupando el puesto 48 de las marcas colombianas de servicios más valiosas de 2014 por un estudio revelado por la firma Compass Branding.
La Equidad Seguros llega a 40 puntos de venta a nivel nacional, con siete delegaciones ocho franquicias y 25 oficinas directas.
El Club Deportivo la Equidad Seguros se enfoca en la formación deportiva, fortaleciendo la escuela de fútbol y llegando a 2600 niños y jóvenes.
Se reafirma el compromiso ambiental a través de la Campaña “Si yo cambio, cambia el mundo” uniéndose al proyecto BIBO (Bienes y Servicios de los Bosques) de El Espectador
La Equidad Seguros recibe la aprobación para el producto SOAT y lanza la póliza Vida Individual Express.
Con motivo de los 45 años de La Equidad Seguros se hizo el lanzamiento del libro “Colombia Paraíso de la biodiversidad.” 
Actualmente La Equidad Seguros O.C. cuenta con más de 1.300 cooperativas asociadas, fondos de empleados y entidades sin ánimo de lucro.

## Club Deportivo
En el año de 1982 fue fundado el Club Deportivo La Equidad, equipo que juega en la Categoría Primera A del fútbol profesional colombiano desde el año 2007. Su parte aficionada juega en el Hexagonal del Olaya y los torneos de la Liga de fútbol de Bogotá. Sus logros más destacados son el título de la Primera B en 2006, los subcampeonatos colombiano en el Torneo Finalización 2007, en el Torneo Apertura 2010, y en el Apertura 2011 además del título de la Copa Colombia 2008 que le dio un cupo para jugar en la Copa Sudamericana 2009.
El 16 de enero de 2025 se anunció la venta del club por parte de la entidad a NX Football, grupo inversor norteamericano propietario de otros clubes como Club Necaxa, DC United y Swansea City, dirigido por Al Tylis y Sam Porter.